# ماري جان هارولد
ماري جان هارولد (بالإنجليزية: Mary Jean Harrold)‏ ولدت في 12 مارس 1947 وتوفيت في 19 سبتمبر/أيلول 2013، كانت عالمة كمبيوتر أمريكية حيث ركزت في بحوثها على هندسة البرمجيات. شاركت أيضا في العديد من الأعمال التي تهدف إلى توسيع نطاق المشاركة في الحوسبة. وشغلت منصبا مهما في مجلسي إدارة كل من هيئة تنظيم الاتصالات وهيئة تنظيم الاتصال كما شاركت في معظم المؤتمرات والندوات التي نظمتها هيئة تنظيم الاتصالات ما بين 2003 و2006.

## السيرة الذاتية
حصلت هارولد على شهادة بكالوريوس في الرياضيات عام 1970 وشهادة ماجستير في الرياضيات أيضا عام 1975 من جامعة مارشال. درَّست هارولد الرياضيات الثانوية في عدة مناطق من بينها ولاية فرجينيا الغربية، جنوب ولاية كارولينا، أوهايو، ولاية بنسلفانيا وذلك في الفترة ما بين 1970 و1982. حضرت هارولد مدرسة الدراسات العليا في جامعة بيتسبرغ، وحصلت على ماجستير في علوم الحاسوب في عام 1985 ثم نالت دكتوراه في علوم الكمبيوتر في عام 1988 من جامعة بيتسبرغ حيث أشرف البروفسور ماري لو صوفا على أطروحتها ورسالتها البحثية.
بقيت في جامعة بيتسبرغ كأستاذة مساعدة، وفي عام 1990 بدأت العمل في جامعة كليمسون كأستاذة مساعدة أيضا قبل أن تترقى إلى منصب أستاذة مشاركة في عام 1995. في عام 1996 بدأت العمل كأستاذة مساعدة مجددا لكن هذه المرة في جامعة ولاية أوهايو وترقت إلى أستاذة مشاركة في عام 1998. في عام 1999 انتقلت إلى معهد جورجيا التقني باعتبارها
أستاذة مشاركة وأصبحت فيما بعد استاذة رسمية وذلك بحلول عام 2003.
تعمل هارولد مع مجتمع SIGSOFT، حيث شغلت منصب الرئيس العام للمؤتمر الذي عقده المجتمع عام 2008.

## الجوائز
عُينت ماري جان هارولد كزميلة في رابطة مكائن الحوسبة بحلول عام 2003.
في عام 2004 وبوصفها أستاذة مشاركة في قسم الاتصالات (جنبا إلى جنب مع البروفيسور كارلا إليس والدكتور يان رئيس جامعة مدينة نيويورك) حصلت على جائزة التميز في مجالات العلوم والرياضيات والهندسة التوجيهية؛ كما نالت جائزة تقديرية بفضل إسهاماتها الكبيرة في علم التكنولوجيا وإنجازاتها الهامة في إرشاد المرأة في جميع المستويات التعليمية.
لها أعمال بارزة أخرى وجوائز متعددة من بينها:
- في عام 2011؛ انتُخبت كزميلة في معهد مهندسي الكهرباء والإلكترونيات وذلك بفضل خبرتها الكبيرة في نظم البرمجيات.[8]
- تُدرج حاليا كثالث أفضل مهندسة برمجيات في عشرات الكتب الأمريكية.[9]
- في عام 2007، لقبتها إدارة رابطة مكائن الحوسبة بكبيرة مهندسي البرمجيات وباحثة العالَم.[10]